# Картина. Ехал Ваня
«Картина. Ехал Ваня» — советский рисованный мультипликационный фильм, экранизация стихотворений Эдуарда Успенского, состоящий из двух сюжетов: «Картина» (по стихотворению «Удивительный пейзаж») и «Ехал Ваня» (по стихотворению «Память»).

## Сюжет
- «Картина» — история о художнике, который рисовал пейзаж, описанный ему по телефону.

Окно. Перед ним моё кресло стоит,

А за окном — замечательный вид,

И в восхищеньи от вида такого

Художнику я позвонил Иванову.

- «Ехал Ваня» — история о двух клоунах, каждый на свой лад повторяющих простенькое четверостишие.

Ехал Ваня на коне,

Вёл собачку на ремне,

А старушка в это время

Мыла фикус на окне.

## Съёмочная группа
- Автор сценария: Эдуард Успенский
- Режиссёр: Фаина Епифанова
- Художник-постановщик: Вячеслав Назарук
- Оператор: Игорь Скидан-Босин
- Композитор: Михаил Зив
- Звукооператор: Цезарь Рискинд
- Монтажёр: Марина Трусова
- Роли озвучивает: Геннадий Хазанов
- Над фильмом работали:
  - Лера Рыбчевская[a]
  - Владимир Вышегородцев
  - Владимир Спорыхин
  - Константин Романенко
  - Л. Бобровская
  - Наталья Базельцева
  - В. Пухова
  - Е. Вершинина
  - Александр Федулов
  - Андрей Колков
  - И. Самохин
  - С. Плуготарь
- Редактор: Алиса Феодориди

### Комментарии
1. ↑  Имя уточнено по решению Роспатента[1].